# Curtuișeni (gmina)
Curtuișeni – gmina w Rumunii, w okręgu Bihor. Obejmuje miejscowości Curtuișeni i Vășad. W 2011 roku liczyła 3780 mieszkańców.